# 셰일가스
셰일가스(Shale gas)는 진흙이 수평으로 퇴적하여 굳어진 암석층(혈암, shale)에 함유된 천연 가스다. 넓은 지역에 걸쳐 연속적인 형태로 분포해서 추출이 어렵다는 기술적 문제가 있었으나, 1998년 그리스계 미국인 채굴업자 조지 미첼이 프래킹(fracking, 수압파쇄) 공법을 통해 상용화에 성공했다. 이는 모래와 화학 첨가물을 섞은 물을 시추관을 통해 지하 2~4km 밑 바위에 5백~1천기압으로 분사, 바위 속에 갇혀 있던 천연가스가 바위 틈새로 모이면 장비를 이용해 이를 뽑아내는 방식이다.
확인한 매장량은 187조 5000억m3로 이는 전 세계가 60년간 사용할 수 있는 규모이며, 열량으로 환산하면 1687억 TOE(Tonnage of Oil Equivalent, 연료간 비교를 위해 석유 기준으로 환산한 단위)로 석유매장량(1888억 TOE)과 비슷하다.
채굴 중 새어나가는 셰일가스에 의해 지구온난화가 악화될 수 있다는 경계론도 있다.

## 셰일가스의 경제성
셰일 가스는 애팔래치아 분지와 미국 일리노이 분지에서 100년 이상 생산되고 있다. 셰일가스를 추출하기 위한 기술인 ‘수압 파쇄’와 ‘수평 보완’의 진보는 셰일가스를 더 수익성 있게 했다. 셰일가스는 경제적으로 약 50달러 손익분기점에 다다르기 전에는 석유보다 경제성이 뛰어나다고 여겼지만. 2011년 6월 시점에서 셰일가스 추출사 경제성 주장의 타당성을 의문시하기 시작했다. 셰일 가스로 인한 대규모 수압 파쇄 비용 즉, 기존 생산장소에서 셰일가스를 많이 생산 하기 위해 ‘수압 파쇄’와 ‘수평 보완’ 기술이 필요했는데 이러한 기술은 큰 비용이 필요하다. 18년 이후 셰일가스 경제성은 급격히 상승하여 상술한 내용은 과거 이야기가 되었고, 미국은 세계 최대 석유 수출국으로 올라설 전망이다.
영국에서 오프 쇼어 셰일 가스 추출 비용은 석유 환산 배럴당 200달러 이상으로 추정했다(영국 북해 원유 가격은 2012년 4월에 배럴당 약 120달러였다)..
Visiongain 조사 보고서는 266.6억달러 등 글로벌 셰일·가스 시장 2011년 가치를 산출했다.

## 같이 보기
- 바이오가스
- 오일샌드
- 석유 생산 정점
- 수압파쇄법